# Ja'far al-Mushafi
Abū l-Ḥasan Jaʿfar ibn ʿUthmān al-Muṣḥafī o semplicemente Jaʿfar al-Muṣḥafī (in arabo جعفر بن عثمان المصحفي‎?; ... – Cordova, 983) è stato un politico andaluso, ciambellano dei califfi omayyadi di Cordova, al-Ḥakam II e Hishām II.

## Biografia
Proveniva da un'umile famiglia di origine berbera trapiantata a Valencia. Suo padre era stato precettore di al-Ḥakam II, che lo prese sotto la sua protezione e lo nominò segretario personale molto prima della sua ascesa al trono. Godette per tutta la vita della fiducia di al-Ḥakam II, che apprezzava specialmente la sua integrità.
Eccellente poeta e molto raffinato, il califfo lo fece diventare il personaggio più importante della corte, cosa che gli procurò molte invidie.
Durante il regno di ʿAbd al-Raḥmān III, fu governatore di Maiorca e sotto suo figlio, ebbe il controllo e la supervisione di diverse province.
Grazie al favore di al-Ḥakam II, da poco nominato califfo, venne nominato visir e dopo fu posto a capo della polizia della capitale (Sāḥib al-shūrṭa). Ma importanti famiglie arabe della capitale, vedevano di cattivo occhio il suo potere. Queste erano abituate a ricoprire gli incarichii più elevati del governo e consideravano al-Muṣḥafī un parvenu, colpevole di nepotismo quando fu confermato ciambellano da Hishām.
Quando al-Ḥakam II si ammalò, divenne capo del governo e il califfo lo pose a capo della guardia berbera che doveva proteggere l'erede al trono. Durante gli ultimi mesi di vita di al-Ḥakam II, provvide a sbarazzarsi di ogni possibile minaccia per il figlio del suo signore, cosa che portò al trasferimento di alcuni importanti berberi nel Maghreb, con la scusa di affidar loro la gestione degli affari della regione, o all'espulsione dei prigionieri idrisidi da Cordova verso Oriente.
Principale sostenitore di Hishām di fronte ai pretendenti adulti della famiglia omayyade, rimase ciambellano, assieme ad Almanzor già visir, una volta che questi salì al trono califfale alla morte di suo padre nell'ottobre del 976. Affrontò con successo la potente cricca degli schiavi grazie al sostegno militare della guardia berbera creata da al-Ḥakam II per proteggere suo figlio. Ottocento di loro furono espulsi dal Palazzo califfale durante la crisi successoria, quando due dei suoi più importanti rappresentanti avevano invano sostenuto uno zio di Hisham, al-Mughīra, come pretendente al trono. Al-Muṣḥafī finse di accettare l'intento dei cospiratori, per riunire i sostenitori di Hishām. Consapevole che la rimozione di questo a favore di suo zio avrebbe posto fine al suo potere, l'assemblea approvò l'assassinio del pretendente, sebbene nessuno osasse eseguire la condanna fino a quando Almanzor non si offrì volontario. Accompagnato da alcuni soldati di fiducia, si recò alla residenza di al-Mughīra e lo informò della morte del fratello. Spaventato da al-Mughīra, Almanzor consultò al-Muṣḥafī chiedendogli la possibilità di lasciare in vita lo zio, ma il ciambellano negò la richiesta. A seguito dell'insistenza del suo ciambellano, Almanzor ordinò di assassinare il pretendente. In questo modo, al-Muṣḥafī compiva l'incarico ricevuto dal defunto califfo di assicurare il trono a suo figlio Hishām.
Confermato come ciambellano da Hishām, collocò tre dei suoi figli e altri parenti stretti in posizioni importanti del governo, con grande contrarietà dei principali membri della famiglia araba che avevano precedentemente ricoperto queste posizioni. La nomina lo elevò alla massima posizione del potere del governo omayyade. Allo stesso tempo, Almanzor fu nominato visir e ottenne la posizione chiave di intermediario tra al-Mushafi, l'amministrazione, il califfo e sua madre, che avevano riposto grande fiducia in lui.
Ben presto, però, commise un grave errore politico: non seppe rispondere con energia alle incursioni degli Stati cristiani e propose misure difensive che non accontentarono Ṣubḥ. Almanzor, al contrario, sostenne una risposta militare, e riuscì a comandare le truppe della capitale per condurre una campagna punitiva, iniziata nel febbraio 977. Il successo di questa impresa segnò l'inizio del declino del potere di al-Muṣḥafī. Nonostante la sua precedente inimicizia, cercò di conquistare la simpatia del potente guardiano della frontiera, Ghālib, ricoprendolo di onori e concedendogli un nuovo titolo, quello di doppio visir e tenendolo in prima linea negli eserciti di frontiera. Inizialmente, Ghālib si alleò con Almanzor contro il ciambellano durante la seconda campagna del 977 e ottenne la prefettura della capitale, che fino a quel momento aveva tenuto uno dei figli di al-Muṣḥafī. Per rafforzare la sua posizione, chiese la mano di una figlia di Ghālib, Asmāʾ, per uno dei suoi figli, cercando così di stringere un'alleanza tra i due contro Almanzor. Accolta inizialmente la proposta, le pressioni della corte, sollecitate da Almanzor, portarono alla rottura del compromesso e fu lo stesso Almanzor a prendere in moglie la figlia di Ghālib.
Questa battuta d'arresto e i nuovi successi militari di Ghālib e Almanzor lo portarono a essere nominato secondo ciambellano, situazione inaudita, per volere di Ṣubḥ. Questa nomina segnò la sua rimozione dal potere, nonostante continuasse a detenere il titolo di ciambellano, le cui funzioni erano effettivamente svolte dai suoi due avversari. Alla fine dell'anno cadde definitivamente in disgrazia e Almanzor lo sostituì come ḥājib.
Allontanato dal potere insieme ai suoi parenti, fu imprigionato a intermittenza e dovette subire continue umiliazioni per mano di Almanzor e Ghālib, che lo costrinsero a vivere in condizioni miserabili, obbligandolo ad accompagnarli in alcune spedizioni militari. Dopo aver implorato invano il perdono, in diverse occasioni, finì per morire nel 983, forse avvelenato per ordine di Almanzor.